# Harpactea sbordonii
Harpactea sbordonii är en spindelart som beskrevs av Brignoli 1978. Harpactea sbordonii ingår i släktet Harpactea och familjen ringögonspindlar.
Artens utbredningsområde är Turkiet. Inga underarter finns listade i Catalogue of Life.